# 허구와 실제의 X 경계
《허구와 실제의 X 경계》(虚实X境)는 2020년 12월 25일에 발매된 THE9의 첫 번째 정규 음반이다. 2021년 2월 25일에 애플 뮤직과 스포티파이 등 대한민국을 비롯한 중국 외의 음악 스트리밍 서비스 플랫폼에서 정식으로 음원이 발매되었다.

## 트랙 리스트
| #   | 제목                                | 재생 시간 |
| --- | ----------------------------------- | --------- |
| 1.  | 〈Dumb Dumb Bomb〉                  |           |
| 2.  | 〈BiuBiu〉 (류위신)                 |           |
| 3.  | 〈Gwalla〉 (위수신)                 |           |
| 4.  | 〈SKIN〉 (쉬자치)                   |           |
| 5.  | 〈장미의 꼭대기 (蔷薇之巅)〉 (위옌) |           |
| 6.  | 〈Comet〉 (셰커인)                  |           |
| 7.  | 〈Yea〉 (안치)                      |           |
| 8.  | 〈T.A.N.G〉 (쟈오샤오탕)            |           |
| 9.  | 〈Call Me By My Name〉 (콩쉬에얼)   |           |
| 10. | 〈K'〉 (루커란)                     |           |